# فرشيد طالبي
فرشيد طالبي (24 أغسطس 1981 بشيراز في إيران - ) هو لاعب كرة قدم إيراني في مركز الدفاع. شارك مع منتخب إيران لكرة القدم. أما مع النوادي، فقد لعب مع نادي تراكتور سازي ونادي ذوب آهن أصفهان ونادي سباهان أصفهان ونادي فجر شهيد سباسي.

## مسيرته الكروية
لعب فرشيد طالبي خلال مسيرته الاحترافية مع 4 أندية في عشرة مواسم وسجل خلالها 23 هدفًا ضمن 223 مباراة. حيث فاز في ثلاثة مواسم بالكأس ولم يفز بأي دوري.
خاض فرشيد طالبي مسيرته مع نادي فجر شهيد سباسي في موسم 2004–05 ولمدة موسمين، مشاركًا في 41 مباراة سجل خلالها 8 أهداف. ثم انتقل إلى نادي ذوب آهن أصفهان في موسم 2006–07 ليلعب معه ستة مواسم، حيث شارك في 137 مباراة سجل خلالها 12 هدفًا. لينتقل بعدها إلى نادي سباهان أصفهان في موسم 2012–13 لمدة موسم واحد، مشاركًا في 29 مباراة سجل خلالها 3 أهداف. ثم انتقل إلى نادي تراكتور سازي في موسم 2013–14 لمدة موسم واحد، مشاركًا في 16 مباراة ولم يسجل أي هدف.

## وصلات خارجية
- فرشيد طالبي على موقع قاعدة بيانات كرة القدم.إي يو (الإنجليزية)
- فرشيد طالبي على موقع ناشيونال فوتبول تيمز (الإنجليزية)